# 해남 여흥민씨 부조묘
해남 여흥민씨 부조묘는 대한민국 전라남도 해남군 마산면에 있다. 2000년 10월 15일 해남군의 향토문화유산 제2호로 지정되었다.

## 개요
마산면 장촌리에 소재하고 있는 여흥민씨 부조묘에는 민신(閔伸), 민보창(閔甫昌), 민보해(閔甫諧), 민보석(閔甫釋) 등 여흥민씨 4부자가 배향되어 있다. 여흥민씨부조묘는 순조22년(1822)에 명부조를 받았으며 해남읍 수성리에 건립하였으나 1868년 서원훼철령에 의해 훼철당하였고 1940년에 마산면 장촌리로 이건하여 오늘에 이르고 있다. 부조묘는 정면 3칸, 측면 2칸에 맞배지붕으로 측면에 품판을 달았으며 자연석을 이용한외벌 기단부에 방형 주춧돌로서 주춧돌에 장식적인 요소는 가미하지 않았다. 정면 3간중 2간은 신위를 모시고 있으며 1간은 제기 등의 보관 장소로 이용하고 있다. 기둥은 원주형 민흘림기둥으로 4개의 외진주를 세웠으며 전면에 툇마루를 놓았다. 부조 묘로 통하는 길은 외문과 내삼문을 통하는 방법과 부조묘 왼편에 나있는 측면 문을 통하는2가지 방법이 있으며 측면에는 관리인이 기거하는 집이 위치하고 있다. 민신은 조선초기의 문신으로 호는 돈암(豚菴), 문종 때 병조판서를 지내고 1453년에 이조판서가 되었다. 김종서 등과 함께 어린 단종을 보호하기 위해 애썼으며 수양대군의 명을 받아 문종의 릉 비역(碑役)을 감독하던 중 세 아들과 함께 피살당했다. 정조 때 관직이 회복, 신원되었으며 삼중신(三中臣)이라는 예칭으로 불리고 있다